# Puchar Świata w biathlonie 1981/1982
Puchar Świata w biathlonie 1981/1982 - 5. edycja zawodów o Puchar Świata w tej dyscyplinie sportu. Cykl rozpoczął się 14 stycznia 1982 biegiem indywidualnym w szwajcarskiej miejscowości Egg am Etzel, zaś zakończył się 7 marca 1982 w fińskim Lahti, biegiem sztafetowym. W połowie lutego w Mińsku odbyły się mistrzostwa świata. 
Klasyfikację generalną wygrał po raz czwarty w karierze Frank Ullrich, zdobywając w sumie 146 punktów, drugi Matthias Jacob stracił do niego 3 punkty, obaj reprezentowali NRD, a trzeci norweg Kjell Søbak stracił 9 punktów.

## Kalendarz zawodów
Sezon rozpoczął się od startów w szwajcarskiej miejscowość Egg am Etzel, w połowie stycznia. Pod koniec miesiąca biathloniści zagościli w Antholz-Anterselva i Ruhpolding. W lutym biathloniści rywalizowali w radzieckim Mińsku, podczas dziewiętnastych Mistrzostw świata w Biathlonie. Imprezą wieńczącą sezonu były zawody w fińskim Lahti.

### Zaplanowane starty
- Egg am Etzel (14 - 17 stycznia 1982)
- Antholz-Anterselva (21 - 24 stycznia 1982)
- Ruhpolding (28 - 30 stycznia 1982)
- Mińsk (10 - 14 lutego 1982)
- Lahti (5 - 7 marca 1982)

### Wyniki
| Lp.                                  | Data             | Miejsce            | Konkurencja       | 1. miejsce                                                           | 2. miejsce                                                              | 3. miejsce                                                                      |
| ------------------------------------ | ---------------- | ------------------ | ----------------- | -------------------------------------------------------------------- | ----------------------------------------------------------------------- | ------------------------------------------------------------------------------- |
| 1.                                   | 15 stycznia 1982 | Egg am Etzel       | Bieg indywidualny | Svein Engen                                                          | Walter Pichler                                                          | Fritz Fischer                                                                   |
| 2.                                   | 16 stycznia 1982 | Egg am Etzel       | Sprint            | Frank Ullrich                                                        | Matthias Jacob                                                          | Fritz Fischer                                                                   |
| 3.                                   | 17 stycznia 1982 | Egg am Etzel       | Sztafeta          | NRD I Mathias Jung · Matthias Jacob · Frank Ullrich · Andreas Göthel | RFN Walter Pichler · Andreas Schweiger · Peter Angerer · Fritz Fischer  | NRD II Holger Wick · Frank Lohse · Remo Krug · Ralf Göthel                      |
| 4.                                   | 21 stycznia 1982 | Antholz-Anterselva | Bieg indywidualny | Andreas Göthel                                                       | Matthias Jacob                                                          | Bernd Hellmich                                                                  |
| 5.                                   | 23 stycznia 1982 | Antholz-Anterselva | Sprint            | Frank Ullrich                                                        | Kjell Søbak                                                             | Matthias Jacob                                                                  |
| 6.                                   | 24 stycznia 1982 | Antholz-Anterselva | Sztafeta          | NRD I Mathias Jung · Matthias Jacob · Frank Ullrich · Andreas Göthel | Norwegia Eirik Kvalfoss · Rolf Storsveen · Terje Krokstad · Kjell Søbak | RFN Franz Bernreiter · Hartmut Fickert · Günther Haug · Thomas Grebner          |
| 7.                                   | 28 stycznia 1982 | Ruhpolding         | Bieg indywidualny | Frank Ullrich                                                        | Siergiej Bułygin                                                        | Matthias Jacob                                                                  |
| 8.                                   | 30 stycznia 1982 | Ruhpolding         | Sprint            | Matthias Jacob                                                       | Tapio Piipponen                                                         | Kjell Søbak                                                                     |
| Mistrzostwa Świata w Biathlonie 1982 |                  |                    |                   |                                                                      |                                                                         |                                                                                 |
| 9.                                   | 10 lutego 1982   | Mińsk              | Bieg indywidualny | Frank Ullrich                                                        | Eirik Kvalfoss                                                          | Terje Krokstad                                                                  |
| 10.                                  | 13 lutego 1982   | Mińsk              | Sprint            | Eirik Kvalfoss                                                       | Frank Ullrich                                                           | Władimir Alikin                                                                 |
| 11.                                  | 14 lutego 1982   | Mińsk              | Sztafeta          | NRD Mathias Jung · Matthias Jacob · Frank Ullrich · Bernd Hellmich   | Norwegia Eirik Kvalfoss · Kjell Søbak · Rolf Storsveen · Odd Lirhus     | ZSRR Władimir Alikin · Władimir Barnaszow · Wiktor Siemionow · Anatolij Alabjew |
| 12.                                  | 5 marca 1982     | Lahti              | Bieg indywidualny | Kjell Søbak                                                          | Odd Lirhus                                                              | Fritz Fischer                                                                   |
| 12.                                  | 6 marca 1982     | Lahti              | Sprint            | Matthias Jacob                                                       | Odd Lirhus                                                              | Kjell Søbak                                                                     |
| 13.                                  | 7 marca 1982     | Lahti              | Sztafeta          | Norwegia                                                             |                                                                         |                                                                                 |

### Klasyfikacja
| Lp. | Zawodnik           | Punkty |
| --- | ------------------ | ------ |
| 1.  | Frank Ullrich      | 146    |
| 2.  | Matthias Jacob     | 143    |
| 3.  | Kjell Søbak        | 137    |
| 4.  | Andreas Göthel     | 125    |
| 5.  | Fritz Fischer      | 123    |
| 6.  | Odd Lirhus         | 110    |
| 6.  | Bernd Hellmich     | 110    |
| 8.  | Eirik Kvalfoss     | 100    |
| 9.  | Władimir Weliczkow | 99     |
| 10. | Svein Engen        | 96     |